# Althellinger Grund
Das Naturschutzgebiet Althellinger Grund liegt im oberfränkischen Landkreis Coburg in Bayern. Es erstreckt sich nördlich von Merlach, einem Ortsteil der Stadt Seßlach, entlang der Helling und entlang der nördlich verlaufenden Landesgrenze zu Thüringen. Am südlichen Rand verläuft die CO 20. Nördlich – südöstlich von Lindenau, einem Ortsteil der Stadt Heldburg im thüringischen Landkreis Hildburghausen – schließt sich direkt das 66,8 ha große Naturschutzgebiet Althellinger Grund und Kreckaue an.

## Bedeutung
Das 83,81 ha ha große Gebiet mit der NSG-Nr. NSG-00402.01 wurde im Jahr 1992 unter Naturschutz gestellt. Es handelt sich um „eines der wenigen in Oberfranken noch vorhandenen Feuchtwiesengebiete.“